# Jérôme Jarre
Pour les articles homonymes, voir Jarre.
Jérôme Jarre, né le 12 juin 1990 à Albertville, est un ancien influenceur français, très suivi sur les réseaux sociaux Vine et Snapchat dans les années 2010. Connu notamment pour ses vidéos humoristiques sur Vine, il a ensuite lancé des appels aux dons dans le domaine humanitaire. Ces actions et d'autres ont fait l'objet de controverses et de critiques. Après son action au Bangladesh, il se retire en 2018 des réseaux sociaux.

## Jeunesse
Jérome Jarre naît à Albertville en Savoie et est élevé par sa mère. À l'âge de dix-neuf ans, il abandonne sa scolarité en école de commerce et part en Chine. Il y reste un an au cours duquel il y apprend le chinois et l'anglais. Il déménage ensuite à Toronto où il tente de créer différentes start-up qui seront toutes des échecs.

## Carrière

### Réseaux sociaux

#### Vine
En 2013, il sort Don't be afraid of love (« N'aie pas peur de l'amour »), qui devient l'un de ses premiers vines à succès. En novembre de la même année, Jérôme Jarre lance le projet Humans pour lequel il demande à des inconnus dans la rue « Quel est le message le plus important que vous souhaiteriez partager avec le monde tout de suite ? ». Les vidéos sont mises en ligne sur le compte Vine dédié. BuzzFeed écrit que « ce projet Vine vous redonnera foi en l'humanité ».  Après avoir réalisé des Vine avec des inconnus, il élargit son périmètre d'action en invitant des célébrités à l'instar de Robert De Niro, Pharrell Williams et Kristen Bell.
En 2014, il est le quatrième "Vineur" le plus suivi au monde. Lors de la 86e cérémonie des Oscars, il crée des Vine avec quelques acteurs sur le tapis rouge. Il est également l'un des jurés du Festival du film de Tribeca 2014 pour la catégorie des films de six secondes. 

#### Snapchat
Suivi par six millions d'abonnés sur Vine, Jérôme Jarre s'inscrit sur Snapchat où il met en scène des histoires de deux minutes, l'une d'elles avec le chanteur Stromae. Le 11 juillet 2014, il se rend devant les bureaux du groupe. Il est invité à entrer et il filme une story avec Evan Spiegel, directeur général.

#### Rémunération
Bien qu'il n'affiche pas les marques avec lesquelles il travaille, sa rémunération est en moyenne de 25 000 dollars pour un Vine et peut monter jusqu'à 35 000 dollars pour un Snapchat. 

### Entreprise personnelle
En mai 2013, Jérôme Jarre fonde l'agence GrapeStory avec Gary Vaynerchuk, dans le but de faire entrer en contact des artistes — connus grâce à leur présence sur les réseaux sociaux et applications mobiles — avec des marques en quête de contenu marketing. En août 2013, l'agence annonce qu'elle aurait fait signer entre 20 et 30 célébrités de Vine.

## Mobilisation dans le domaine humanitaire

### Somalie
Le 15 mars 2017, Jérôme Jarre lance un appel aux dons, via Twitter sous le hashtag #TurkishAirlinesHelpSomalia, pour lutter contre la famine qui sévit en Somalie. Le 19 mars, il indique que plus d'un million de dollars a été réuni, provenant de dons d'environ 50 000 personnes dont nombre de célébrités françaises et étrangères. Fin mars, la compagnie aérienne accepte qu'un avion cargo soit affrété pour l'acheminement d'eau et de nourriture. 

### Rohingyas
Le 27 novembre 2017, en compagnie entre autres de Mister V, Omar Sy et DJ Snake, Jérôme Jarre se rend dans le plus grand camp de réfugiés du monde, à Cox's Bazar au Bangladesh afin de sensibiliser l'opinion publique au sort des Rohingyas qui fuient alors une épuration ethnique en Birmanie. Grâce aux réseaux sociaux, notamment Twitter, la Love Army interpelle le président turc Recep Tayyip Erdoğan afin que celui-ci mette en place une aide humanitaire. Une cagnotte est également mise en ligne. A la date du 31 décembre 2017, 2 millions d'euros sont récoltés.

## Controverses et critiques

### Communauté LGBT
En juin 2014, Jérôme Jarre est fortement critiqué par la communauté de Vine pour avoir mis une vidéo dans laquelle il piège John Stamos en l'embrassant, lequel lui retourne le baiser. De nombreux abonnés le croient alors homosexuel et menacent de ne plus suivre son compte pour cette raison. Il poste une vidéo le lendemain sur Vine afin de répondre directement aux commentaires insultants. Dans celle-ci, il affirme ne pas être gay et y embrasse sur la bouche une autre célébrité de Vine afin de montrer son soutien à la communauté LGBT.

### Musée d'Orsay
Début 2016, son comportement est mis en cause lors de la diffusion d'une vidéo tournée en marge d'une soirée privée au musée d'Orsay : Jérôme Jarre tente de faire croire qu'il y a passé la nuit après s'être introduit et s'être enfermé dans les toilettes. Le musée dénonce alors ses mensonges, le rappelle formellement à l'ordre puisqu'il a mis en danger les œuvres conservées au musée, et lui enjoint de retirer la vidéo sous peine de poursuites judiciaires.

### Camp de Grande-Synthe
A l'été 2016, Jérôme Jarre publie une vidéo dans laquelle il affirme, à propos du camp de réfugiés de Grande-Synthe, que « le gouvernement n’a pas installé de lumière là-bas pour que les réfugiés ne restent pas […] la nuit sans lumière les femmes se font agresser, les enfants se font kidnapper […] Évidemment, les médias ne vont pas en parler ». Pourtant, selon un article des Décodeurs rapportant les propos d'un responsable de Médecins sans frontières, le camp est illuminé la nuit et aucun dysfonctionnement n'a été constaté.

### Appels aux dons
En 2017, Jerôme Jarre fait l'objet de différentes critiques après le lancement de l'opération #TurkishAirlinesHelpSomalia. D'une part, en 2015, il a réalisé un partenariat avec la même société d'aviation afin de vanter les mérites de la Turquie. Se pose alors la question du choix de la compagnie puisque la médiatisation de l'appel aux dons a nécessairement généré une publicité favorable pour la marque. D'autre part, Jérôme Jarre, de par sa méconnaissance du pays, occulte une partie de la réalité (l'existence d'un conflit armé depuis une vingtaine d'années) afin de servir son argumentation, c'est-à-dire le fait que les médias n'informeraient pas de la situation. 
Quelques mois plus tard, dans le cadre de l'opération menée par la Love Army, différentes ONG dont Médecins du monde et Action contre la faim reconnaissent que cet appel peut certes alerter sur le sort des populations concernées mais mettent en garde sur la réalité du terrain méconnue par Jérome Jarre et s'interrogent quant à l'utilité sur le long terme si l'action ne se poursuit pas au-delà du buzz. Bayram Balci, chercheur spécialiste de la Turquie au CERI de Sciences Po, y voit quant à lui une opération « tout bénéfice qui rehausse le prestige de la Turquie aux yeux de sa population, sans coût en comparaison avec l’accueil des Syriens dans le pays, qui suscite un sentiment de rejet grandissant ».